# Andrei Marga
Andrei Marga (ur. 22 maja 1946 w Bukareszcie) – rumuński historyk, filozof, wykładowca akademicki i polityk, w latach 1997–2000 minister edukacji narodowej, w 2012 minister spraw zagranicznych, od 1993 do 2004 i od 2008 do 2012 rektor Uniwersytetu Babeș-Bolyai w Klużu-Napoce.

## Życiorys
W drugiej połowie lat 70. przekazywał Securitate informacje o zagranicznych studentach i wykładowcach; w 2012 państwowa rada CNSAS uznała jednak, że nie był współpracownikiem tej służby.
W 1971 ukończył filozofię i socjologię na Uniwersytecie Babeș-Bolyai, w 1976 na tej samej uczelni uzyskał doktorat. Był stypendystą Deutscher Akademischer Austauschdienst. Zawodowo związany z macierzystym uniwersytetem – od 1990 na stanowisku profesora. Pełnił funkcję dziekana wydziału historii i filozofii (1990–1992), prorektora (1992–1993) i rektora tej uczelni (1993–2004, 2008–2012), a także przewodniczącego rady akademickiej (2004–2008). Gościnnie wykładał na uczelniach w Niemczech, Austrii, Francji i Izraelu.
Jest autorem i współautorem licznych pozycji naukowych w tym książkowych z zakresu filozofii historii i filozofii politycznej, a także religii i historii współczesnej. Wyróżniony m.in. Nagrodą im. Herdera, doktoratami honoris causa kilku uniwersytetów zagranicznych, odznaczeniami francuskimi i niemieckimi.
W okresie studiów wstąpił do Rumuńskiej Partii Komunistycznej. W działalność polityczną zaangażował się aktywnie w latach 90., dołączając do Partii Narodowo-Chłopskiej-Chrześcijańsko-Demokratycznej (PNȚCD). Od 1997 do 2000 sprawował urząd ministra edukacji narodowej w rządach, którymi kierowali kolejno Victor Ciorbea, Radu Vasile i Mugur Isărescu. W 2001 stanął na czele PNȚCD, wkrótce opuścił tę partię, po czym dołączył do Partii Narodowo-Liberalnej. W 2012 przez kilka miesięcy był ministrem spraw zagranicznych w gabinecie Victora Ponty.